# 吉田拓矢
吉田 拓矢（よしだ たくや、1995年5月7日 - ）は、競輪選手。日本競輪選手会茨城支部所属、ホームバンクは取手競輪場。日本競輪学校（当時。以下、競輪学校）第107期生。師匠は高校の先輩である十文字貴信（75期）。父の吉田哲也（51期）、叔父の吉田伸二（54期）はともに元競輪選手であるほか、5人兄妹の次男であり、弟の吉田昌司（111期）と吉田有希（119期）も、ともに競輪選手である（ほか、有希の妻で義妹となる増田夕華もガールズケイリン選手）。

## 来歴
茨城県立取手第一高等学校時代の2013年、全国高等学校選抜自転車競技大会のポイントレースで優勝。
2014年、競輪学校に入校。9月5日、第107回生徒第1回記録会で、男子生徒では11人目となるゴールデンキャップを獲得。
2015年、同校卒業。在校競走成績は第6位（21勝）。7月1日、弥彦競輪場でデビュー初勝利を挙げ、以後13連勝を果たした。10月28日、107期生選手として最初のS級特別昇級を果たした。
2016年6月16日、第67回高松宮記念杯競輪（名古屋競輪場）にてGI初出場（107期では一番乗り、デビューから11か月15日は平成では深谷知広に次ぐ早さであった）。準決勝6着敗退。
2017年6月18日、第68回高松宮記念杯競輪（岸和田競輪場）にてGI初の決勝進出（107期では新山に次ぐ2人目）。
2020年12月20日、佐世保競輪開設記念でGⅢ初優勝。
2021年11月23日、第63回朝日新聞社杯競輪祭（小倉競輪場）にて単騎で臨み、GI初優勝。年末のKEIRINグランプリ2021（静岡競輪場）は9着に終わったが、関東ラインで宿口と平原を引き連れて果敢に主導権を取った。
2023年8月20日、第66回オールスター競輪（西武園競輪場）で、関東4車の先頭で残り2周から仕掛け、番手の眞杉匠のGI初優勝に貢献する結果となったが、自身の入線が大きく遅れたため暴走の失格を取られた。そのため同年11月まであっせん停止の処分を受けた。
2025年5月4日、第79回日本選手権競輪（名古屋競輪場）では、前述の2023年オールスターの並びとは逆に眞杉匠の番手でレースを進め、最終コーナーで眞杉が先行選手を捲ったところ、直線でその眞杉を差し優勝。4年ぶりのGIタイトルを獲得した。

## 主な獲得タイトルと記録
- 2021年 - 朝日新聞社杯競輪祭（小倉競輪場）
- 2025年 - 日本選手権競輪（名古屋競輪場）